# Aloe ngongensis
Aloe ngongensis é uma espécie de liliopsida do gênero Aloe, pertencente à família Asphodelaceae.